# Geveerde raspzwam
De geveerde raspzwam (Steccherinum fimbriatum) is een schimmel behorend tot de familie Steccherinaceae. Hij leeft saprotroof op gevallen takken van loofbomen, voornamelijk in vochtige, voedselrijke bossen.

## Taxonomie
Dit taxon werd voor het eerst beschreven in 1796 door Christiaan Hendrik Persoon en noemde het Odontia fimbriata. Daarna werd het ingedeeld in verschillende andere geslachten. De huidige naam, erkend door Index Fungorum, werd er in 1960 aangegeven door John Eriksson en bracht het over naar het geslacht Steccherinum.

## Kenmerken

### Uiterlijke kenmerken
Vruchtlichamen zijn uitgespreid en vrij dicht tegen het substraat aan bevestigd. Naburige vruchtlichamen kunnen met elkaar versmelten en vormen zo een vrij groot resupinaat. Het hymeniaal oppervlak is stekelig, licht vlokkig of verdeeld, soms glanzend, soms geaderd, geelachtig grijs met een roze tint, soms met een paarse of paarse tint, of paarsbruin. Kale rand gekarteld met rhizomorfen, aanvankelijk witachtig, uiteindelijk dezelfde kleur als het hymeniale oppervlak. De leerachtige context is tot 0,5 mm dik. De stekels zijn tot 0,5 mm lang, behoorlijk ver van elkaar verwijderd of verzameld in dichte bundels, zelden enkelvoudig, meestal verschillend vergroeid, papillair of langwerpig, van dezelfde kleur als het oppervlak.

### Microscopische kenmerken
De sporen zijn breed elliptisch tot omgekeerd eirond, met gladde, kleurloze wanden.

## Verspreiding
De geveerde raspzwam wordt gevonden op alle continenten behalve Antarctica en Afrika. 
In Nederland komt de geveerde raspzwam vrij algemeen voor. Hij staat niet op de rode lijst en is niet bedreigd.